# Młyniec
Młyniec es un pueblo ubicado en la gmina Biała Podlaska, distrito de Biała Podlaska, voivodato de Lublin, Polonia.

## Superficie
Cuenta con una superficie de 2,890 kilómetros cuadrados.

## Demografía
Hasta 2011 la población era de 121 habitantes, con una densidad de población de 41,87 habitantes por kilómetro cuadrado. Estaba conformada por 62 hombres (51,2%) y 59 mujeres (48,8%), según el censo de la Oficina Central de Estadística.